# Longnes, Yvelines
Longnes là một xã của Pháp, nằm ở tỉnh Yvelines trong vùng Île-de-France.
Người dân ở đây trong tiếng Pháp gọi là Longnais.
Các xã giáp ranh gồm: Le Tertre-Saint-Denis về phía bắc, Dammartin-en-Serve về phía đông, Flins-Neuve-Église và Mondreville về phía nam, Neauphlette về phía tây và Gilles (Eure-et-Loir) về phía tây nam.